# Arkangel de la Muerte
Alfredo Pasillas, conocido por su seudónimo Arkángel de la Muerte (La Venta del Astillero, Jalisco; 16 de julio de 1966-Ciudad de México, 13 de junio de 2018) fue un luchador profesional enmascarado, más conocido por su trabajo para la promotora de lucha libre profesional mexicana Consejo Mundial de Lucha Libre (CMLL). Él se refiere a sí mismo a menudo simplemente como Arkángel, y anteriormente trabajó bajo el nombre de Mister Cid hasta 1991. .

## Carrera
El luchador que se convertiría en Arkángel hizo su debut en la lucha libre profesional en 1985, con el nombre profesional "Mister Cid", un personaje enmascarado (enmascarado) parcialmente inspirado en El Cid, un noble castellano del siglo XI. El 8 de junio de 1988, Mister Cid hizo equipo con Pantera II para ganar el Campeonato de parejas de Naucalpan en una final de torneo contra Convoy y Perverso. El equipo no duró mucho tiempo, y termina con una ruptura histórica que llevó a una pelea entre los dos hombres. El 4 de septiembre de 1988, Pantera II derrotó a Mister Cid en una Lucha de Apuesta máscara vs máscara lo que obligó a Mister Cid a desenmascararse. Una semana después Pantera II y Carnelo Casas derrotaron a Mister Cid y a Bestia Verde en Luchas de Apuesta, esta vez con el señor Cid y Bestia Verde apostando el cabello y que se afeitaron después de la pérdida. En 1990, Mister Cid hizo equipo con Canelo Casas para ganar el campeonato de parejas de Naucalpan, una vez más, manteniéndolo hasta 1991.
Falleció el 13 de junio de 2018 a los 51 años, víctima de un infarto.

## En lucha
- Movimientos Finales
  - La Espectrina (Octopus hold)
  - Liger Bomb (Running high-angle sitout powerbomb)

- Movimientos De Firma
  - Flying Splash
  - Northern Lights Suplex
  - Plancha

## Campeonatos y logros
- Consejo Mundial de Lucha Libre
  - Campeonato Mundial de Peso Wélter del CMLL (1 vez)[5]
  - Campeonato Nacional de Peso Wélter del CMLL (1 vez)[6]

- Comisión de Box y Lucha Distrito Federal
  - Campeonato de Peso Wélter del Distrito Federal[7][8]
  - Campeonato en Parejas del Distrito Federal (1 vez) – con Guerrero de la Muerte[7][9]
  - Campeonato en Tríos del Distrito Federal (1 vez) – con Guerrero de la Muerte and El Felino[7][10]

- Federación Universitaria de Lucha Libre
  - Campeonato Mundial de  FULL (2 veces)[11]

- Campeonatos Regionales de México
  - Campeonato de Peso Wélter de Acapulco (1 vez)
  - Campeonato de Peso Wélter de Guerrero (2 veces)
  - Campeonato en Parejas de Naucalpan (3 veces) – con Pantera II (como Mr. Cid), con Canelo Casas (como Mr. Cid), con Guerrero de la Muerte (como Arkangel)[7]
  - Campeonato de Peso Wélter de Naucalpan (1 vez) – como Mr. Cid[3]

## Luchas de apuestas
| Apuesta   | Ganador                        | Perdedor                 | Lugar                          | Fecha                  | Notas                                                                        |
| --------- | ------------------------------ | ------------------------ | ------------------------------ | ---------------------- | ---------------------------------------------------------------------------- |
| Máscara   | El Pantera II                  | Mr. Cid                  | Naucalpan, Estado de México    | Desconocida            | [ 3 ]                                                                        |
| Cabellera | El Pantera II and Canelo Casas | Mr. Cid and Bestia Verde | Naucalpan, Estado de México    | Desconocida            | [ 3 ]                                                                        |
| Cabellera | Águila Negra                   | Mr. Cid                  | Naucalpan, Estado de México    | Desconocida            |                                                                              |
| Cabellera | Mr. Cid                        | Marte                    | Naucalpan, Estado de México    | Desconocida            |                                                                              |
| Cabellera | Arkangel de la Muerte          | El Jabato                | Desconocido                    | Desconocida            | [ 7 ]                                                                        |
| Máscara   | Arkangel de la Muerte          | Lover Boy                | Desconocido                    | Desconocida            |                                                                              |
| Cabellera | Arkangel de la Muerte          | El Verdugo               | Desconocido                    | Desconocida            | [ 7 ]                                                                        |
| Cabellera | Arkangel de la Muerte          | Manny Hernández          | Desconocido                    | Desconocida            |                                                                              |
| Cabellera | Arkangel de la Muerte          | Nosawa                   | Desconocido                    | Desconocida            | [ 7 ]                                                                        |
| Máscara   | Arkangel de la Muerte          | La Sombra                | Ciudad de México               | Desconocida            | [ 7 ]                                                                        |
| Máscara   | Arkangel de la Muerte          | Ultraman Jr.             | Tokio, Japón                   | 1 de enero de 2001     | Starman luchó como Ultraman Jr. una última noche más para perder su máscara. |
| Máscara   | Arkangel de la Muerte          | Gallo Boy Z              | Aguascalientes, Aguascalientes | 4 de julio de 2001     | Finales del torneo Ruleta de la Muerte                                       |
| Máscara   | Arkangel de la Muerte          | Lyguila                  | Tulancingo, Hidalgo            | 29 de junio de 2003    |                                                                              |
| Máscara   | Arkangel de la Muerte          | Ángel Azteca             | Ciudad de México               | 5 de diciembre de 2003 | [ 7 ]                                                                        |